# Reforma (La Concordia)
Reforma es una localidad del estado mexicano de Chiapas. Es parte del municipio de La Concordia.

## Demografía
| Gráfica de evolución demográfica |
|                                  |

| Censo | Población |
| ----- | --------- |
| 1940  | 23        |
| 1950  | 210       |
| 1960  | 278       |
| 1970  | 393       |
| 1980  | 360       |
| 1990  | 660       |
| 2000  | 872       |
| 2010  | 1 148     |
| 2020  | 1 116     |